# Hemitrichus varipes
Hemitrichus varipes är en stekelart som beskrevs av William Harris Ashmead 1894. Hemitrichus varipes ingår i släktet Hemitrichus och familjen puppglanssteklar. Inga underarter finns listade i Catalogue of Life.